# Makropod
Makropoden (Macropodus opercularis), eller paradisfisken som den först kallades, tillhör gruppen makropoder i familjen guramier inom underordningen labyrintfiskar. Makropoden var den första tropiska akvariefisk som importerades till Europa, men den förekommer i naturen även i subtropiska områden. 
Omkring 100 makropoder skickades från Kina år 1869. med hjälp av marinofficeren Gérault, på förfrågan av franske konsuln Eugène Simon (1868-1869), boende i Ningbo, Zhejiang Province, i sydöstra Kina. 
Pierre Carbonnier fick 12 hanar och 5 honor av de 22 som levande nådde Paris, och han skrev senare en avhandling om deras lek och förmering.  (fr. Rapport et Observations sur l'accouplement d'une espèce de poisson de Chine; 1869) och nya observationer av den kinesiska fisken som tillhör släktet makropoder. (fr. Nouvelle Note sur un poisson de Chine appartenant au genre macropode; 1870) Två år senare, 1871, hade han från dessa djur odlat fram cirka 600 makropder. 
Under 1998 återimporterades ett antal vildfångade makropoder från Asien, vilka under en tid hölls i Leipzig Zoo. De och deras avkomma spreds sedan vidare, bland annat till Tierpark Berlin.
På sommaren kan makropoden hållas i mindre utomhusdammar i Sverige. När temperaturen går ner till 4 °C övergår den troligtvis till att helt andas med gälar istället för med labyrintorganet. Det är därför rimligen bättre för fiskarna om man fångar in dem på hösten och håller dem i uppvärmda akvarier under vintern.
Vilda exemplar når en maxlängd om 6,7 centimeter, men akvarielevande individer kan uppnå 10 centimeters längd.

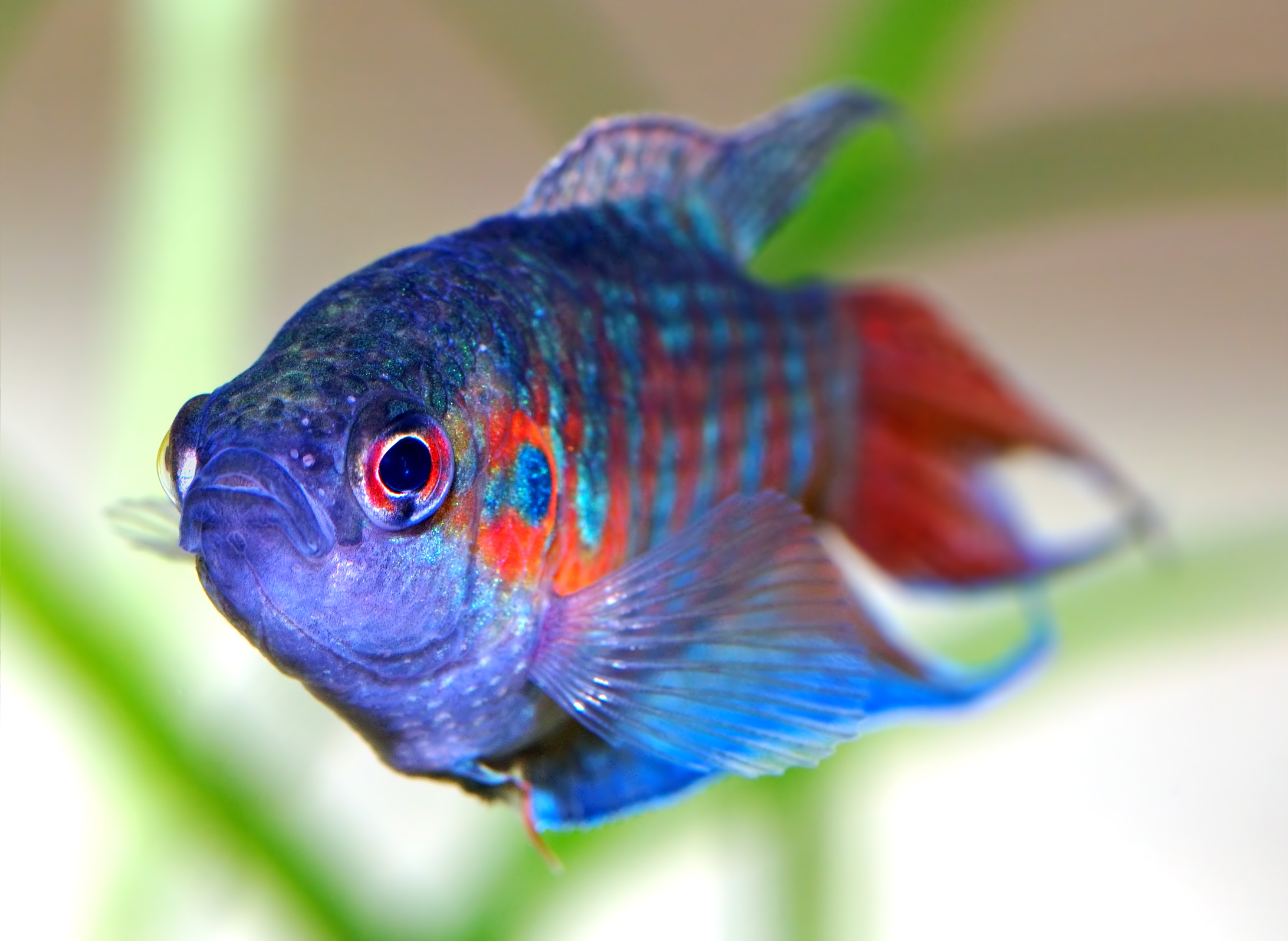
Makropod, en hane.